# Ву, Мелисса
Мелисса Пейдж Ву (англ. Melissa Wu;род. 3 мая 1992, Сидней) — австралийская прыгунья в воду, серебряный (2008) и бронзовый призёр (2020) олимпийских игр, трёхратная чемпионка игр Содружества (2010, 2018, 2022).

## Биография

### Детство и начало карьеры
Родилась в Сиднее 3 мая 1992 года в семье выходца из Китая и австралийки, начала заниматься прыжками в воду в 10 лет, получив травму оставила тренировки на полгода.
В 2004 и 2005 году становилась чемпионкой своей родной страны среди юниоров. Выиграла в 2006 году Открытый чемпионат Австралии по прыжкам в воду, опередив более титулованных Шантель Ньюбери и Лауди Турки, благодаря чему она попала в сборную страны на домашние игры Содружества, ставшие для неё первым крупным международном турниром, где она завоевала серебряную медаль в паре с Александрой Кроак на 10-метровой платформе

### Карьера
Став чемпионкой Австралии второй раз подряд в 2007 году и вошла в сборную на домашний чемпионат мира, где завоевала серебряную медаль. Благодаря успешному выступлению, Мелисса была включена в сборную на ОИ-2008, где завоевала серебро в синхронных прыжках с 10-метрового трамплина в паре с Брайони Коул, став в возрасте 16 лет самой молодой австралийкой, которая становилась призёром игр в прыжках в воду.
На Играх Содружества 2010 года завоевала золотую и серебряную медали в 10-метровой вышке.
На чемпионате мира по водным видам спорта 2011 года завоевала серебряную медаль в синхронных прыжках с 10-метровой вышки.
На Олимпиаде 2012 года в прыжках с 10-метровой вышки остановилась в шаге от медалей, заняв итоговое четвёртое место.
На Играх 2016 года, ставшими для неё третьими, в прыжках с 10-метровой вышки заняла итоговое пятое место.
На Играх Содружества 2018 года завоевала золото в прыжках с 10-метровой вышки и стала двукратной чемпионкой этих Игр.
На перенесённых из-за пандемии на 2021 год Олимпиаде 2020 года, проходившей в Токио, завоевала бронзовую медаль, проиграв двум юным китаянкам: Цюань Хунчань и Чэнь Юйси.
На Играх Содружества 2022 года завоевала золотую медаль в синхронных прыжках с 10-метрового трамплина и стала трёхкратной чемпионкой Игр Содружеств.